# Morfran
Nella mitologia gallese Morfran (medio gallese: Morvran ) è il figlio di Ceridwen e di Tegid Foel, e fratello della bella Creirwy. È noto per il colore scuro della pelle e per la sua bruttezza. La sua figura è collegata a re Artù. 

## Fonti
Nella Storia di Taliensin Ceridwen e Tegid Foel hanno due figli: un maschio, Morfran, e una femmina, Creiriwy. Morfran è scuro di carnagione e brutto, mentre Creirwy è chiara di carnagione e bella. Morfran viene soprannominato Afagddu ("Buio Completo"). Ceridwen tenta di aiutare il figlio creando una pozione le cui prime tre gocce donano la conoscenza del futuro. Gwion Bach viene incaricato di girare la pozione. Tre gocce bollenti cadono sul suo pollice che istintivamente mette in bocca, acquisendo così la conoscenza del futuro. Gwion fugge e Ceridwen lo insegue. Alla fine Gwion si trasforma in un chicco di grano e Ceridwen, sotto forma di gallina, lo mangia. Resta incinta e dà alla luce Taliesin ("Bellissimo"). Morfran rimane brutto e disprezzato.
Nelle Triadi Gallesi appare come Morfran eil Tegid ("Morfran figlio di Tegid"). Nella Triade 24 è riconosciuto come uno dei Tre Carnefici dell'Isola di Britannia. La Triade 41 celebra il suo cavallo Guelwgan Gohoewgein ("Bianco Argentato, Fiero e Bello") come uno dei Tre Stalloni dell'Isola di Britannia. In altre triadi è associato con Sanddef, tanto bello quanto Morfran è brutto. In una triade conservata nel racconto di Culhwch e Olwen, sono citati come due dei tre uomini sopravvissuti alla Battaglia di Camlann: Morfran si salva perché è tanto brutto da essere scambiato per un diavolo che ha peli sul volto come un cervo. Questa triade nel XV secolo fu adattata nella raccolta di triadi I Ventiquattro Cavalieri della Corte di Artù: Morfran e Sanddef sono due dei Tre Irresistibili Cavalieri dell'Isola di Britannia e le loro particolarità distolgono chiunque a rifiutare loro qualcosa.
Morfran è citato nel racconto Il Sogno di Rhobawy del XII secolo. 

## Identificazioni
Rachel Bromwich nota che il poema di Cynddelw Brydydd Mawr contiene un riferimento ad un antico poeta altrimenti dimenticato di nome Morfran e suggerisce un collegamento col Morfran della Storia di Taliesin. Thomas Green suggerisce un collegamento col Figlio di Osfran, sepolto a Camlann secondo l'Englyion y Beddau (Strofe delle Tombe).

## Etimologia
Morfran deriva dal gallese môr, "mare", e brân, "corvo".

## Paralleli mitologici
Nella mitologia irlandese, ne Le Gesta dell'adolescenza di Fionn, il protagonista Fionn mac Cumhaill acquista doti profetiche dal maestro Finn Eces mangiando il Salmone della saggezza. 